# Богданов, Натфулла Хуснуллович
Натфулла Хуснуллович Богданов (28 декабря 1913 — 18 декабря 1989) — советский нефтяник и учёный. «Занимался проблемами бурения скважин малого и уменьшенного диаметра, бурения двухствольных наклонных и кустовых скважин, научным обоснованием проектирования режимов бурения, разработкой технических средств и технологических мероприятий для борьбы с кривизной при бурении глубоких скважин» (энциклопедия «Инженеры Урала»).

## Биография
Окончил Московский нефтяной институт (1940), инженер-нефтяник; Академию нефтяной промышленности (1955). Кандидат технических наук (1965).
В 1945—1948 гг. — главный инженер конторы турбинного бурения треста «Туймазанефть»; в 1948—1953 гг. — главный инженер, заместитель директора КБ треста «Ишимбайнефть»; в 1953—1955 гг. — слушатель Академии нефтяной промышленности; с 1955 г. — руководитель лаборатории технологии бурения, с.н.с. отдела бурения БашНИПИнефть.
Имел авторские свидетельства на изобретения. Автор более 70 печатных работ.

## Награды
- Орден «Знак Почёта» (1948),
- Заслуженный нефтяник БАССР (1965),
- Почётный нефтяник МНП (1978),
- Медали.